# Ceuthorrhynchus
Ceuthorrhynchus är ett släkte av skalbaggar. Ceuthorrhynchus ingår i familjen vivlar.

## Dottertaxa tillCeuthorrhynchus, i alfabetisk ordning[1]
- Ceuthorrhynchus abbreviatulus
- Ceuthorrhynchus abchasicus
- Ceuthorrhynchus abeillei
- Ceuthorrhynchus achilleae
- Ceuthorrhynchus aculeatus
- Ceuthorrhynchus adjunctus
- Ceuthorrhynchus adspersulus
- Ceuthorrhynchus adversus
- Ceuthorrhynchus aegrotus
- Ceuthorrhynchus aeneicollis
- Ceuthorrhynchus aeneipennis
- Ceuthorrhynchus aeneomicans
- Ceuthorrhynchus aenescens
- Ceuthorrhynchus aeratus
- Ceuthorrhynchus affinis
- Ceuthorrhynchus affluentus
- Ceuthorrhynchus africanus
- Ceuthorrhynchus ahngeri
- Ceuthorrhynchus akbesianus
- Ceuthorrhynchus alauda
- Ceuthorrhynchus albolimbatus
- Ceuthorrhynchus albolineatus
- Ceuthorrhynchus albonebulosus
- Ceuthorrhynchus albopilosulus
- Ceuthorrhynchus alboscutellatus
- Ceuthorrhynchus albosignatus
- Ceuthorrhynchus albovittatus
- Ceuthorrhynchus algiricus
- Ceuthorrhynchus alliariae
- Ceuthorrhynchus altaicus
- Ceuthorrhynchus alternans
- Ceuthorrhynchus alyssi
- Ceuthorrhynchus ambiguus
- Ceuthorrhynchus americanus
- Ceuthorrhynchus amethystinus
- Ceuthorrhynchus amplipennis
- Ceuthorrhynchus anatolicus
- Ceuthorrhynchus ancora
- Ceuthorrhynchus andreae
- Ceuthorrhynchus angheri
- Ceuthorrhynchus angulatus
- Ceuthorrhynchus angulicollis
- Ceuthorrhynchus angulosus
- Ceuthorrhynchus angustatus
- Ceuthorrhynchus angustifauces
- Ceuthorrhynchus angustulus
- Ceuthorrhynchus annibal
- Ceuthorrhynchus annulipes
- Ceuthorrhynchus anthonomoides
- Ceuthorrhynchus aper
- Ceuthorrhynchus apfelbecki
- Ceuthorrhynchus apicalis
- Ceuthorrhynchus arator
- Ceuthorrhynchus aratridens
- Ceuthorrhynchus arcasi
- Ceuthorrhynchus arcuatus
- Ceuthorrhynchus arduus
- Ceuthorrhynchus argentinensis
- Ceuthorrhynchus armatus
- Ceuthorrhynchus arquatus
- Ceuthorrhynchus asper
- Ceuthorrhynchus asperifoliarum
- Ceuthorrhynchus asperulus
- Ceuthorrhynchus assimilis
- Ceuthorrhynchus aterrimus
- Ceuthorrhynchus atlasicus
- Ceuthorrhynchus atomus
- Ceuthorrhynchus atriculus
- Ceuthorrhynchus atticus
- Ceuthorrhynchus aubei
- Ceuthorrhynchus austerus
- Ceuthorrhynchus austriacus
- Ceuthorrhynchus axillaris
- Ceuthorrhynchus balsaminae
- Ceuthorrhynchus barbareae
- Ceuthorrhynchus barborensis
- Ceuthorrhynchus barcelonicus
- Ceuthorrhynchus beckeri
- Ceuthorrhynchus bedeli
- Ceuthorrhynchus berteroae
- Ceuthorrhynchus bicollaris
- Ceuthorrhynchus biguttatus
- Ceuthorrhynchus biplagiatus
- Ceuthorrhynchus biscrensis
- Ceuthorrhynchus biskrensis
- Ceuthorrhynchus bletoni
- Ceuthorrhynchus borraginis
- Ceuthorrhynchus bosnicus
- Ceuthorrhynchus brassicae
- Ceuthorrhynchus breitti
- Ceuthorrhynchus brevicollis
- Ceuthorrhynchus brevicornis
- Ceuthorrhynchus brevirostris
- Ceuthorrhynchus breviusculus
- Ceuthorrhynchus brisouti
- Ceuthorrhynchus bucharensis
- Ceuthorrhynchus buniadis
- Ceuthorrhynchus caesius
- Ceuthorrhynchus calcaratus
- Ceuthorrhynchus caliginosus
- Ceuthorrhynchus camelinae
- Ceuthorrhynchus camerunensis
- Ceuthorrhynchus campestris
- Ceuthorrhynchus canaliculatus
- Ceuthorrhynchus canescens
- Ceuthorrhynchus capillatus
- Ceuthorrhynchus capucinus
- Ceuthorrhynchus carinatus
- Ceuthorrhynchus carinicollis
- Ceuthorrhynchus carinifrons
- Ceuthorrhynchus carinifrous
- Ceuthorrhynchus carinulatus
- Ceuthorrhynchus carleri
- Ceuthorrhynchus carniolicus
- Ceuthorrhynchus caroli
- Ceuthorrhynchus carpathicola
- Ceuthorrhynchus castaneipennis
- Ceuthorrhynchus caucasicus
- Ceuthorrhynchus chalybaeus
- Ceuthorrhynchus changaicus
- Ceuthorrhynchus chlorophanus
- Ceuthorrhynchus chloropterus
- Ceuthorrhynchus chobauti
- Ceuthorrhynchus chrysanthemi
- Ceuthorrhynchus cinapis
- Ceuthorrhynchus cinereus
- Ceuthorrhynchus cineritius
- Ceuthorrhynchus cingulatus
- Ceuthorrhynchus cinnamomeus
- Ceuthorrhynchus circassicus
- Ceuthorrhynchus clunicularis
- Ceuthorrhynchus coarctatus
- Ceuthorrhynchus cochleariae
- Ceuthorrhynchus coeliodoides
- Ceuthorrhynchus coerulescens
- Ceuthorrhynchus cognatus
- Ceuthorrhynchus concinnus
- Ceuthorrhynchus concolor
- Ceuthorrhynchus confusus
- Ceuthorrhynchus congener
- Ceuthorrhynchus coniensis
- Ceuthorrhynchus connectus
- Ceuthorrhynchus consanguineus
- Ceuthorrhynchus consputus
- Ceuthorrhynchus continuus
- Ceuthorrhynchus contractus
- Ceuthorrhynchus contusus
- Ceuthorrhynchus convexicollis
- Ceuthorrhynchus convexipennis
- Ceuthorrhynchus coquereli
- Ceuthorrhynchus costatus
- Ceuthorrhynchus crassidentatus
- Ceuthorrhynchus cribricollis
- Ceuthorrhynchus crotchi
- Ceuthorrhynchus crucifer
- Ceuthorrhynchus cruciger
- Ceuthorrhynchus crux
- Ceuthorrhynchus cruxmajor
- Ceuthorrhynchus cunicularis
- Ceuthorrhynchus cupidus
- Ceuthorrhynchus curticornis
- Ceuthorrhynchus curtulus
- Ceuthorrhynchus curvirostris
- Ceuthorrhynchus curvistriatus
- Ceuthorrhynchus cyanescens
- Ceuthorrhynchus cyaneus
- Ceuthorrhynchus cyanipennis
- Ceuthorrhynchus cyanopterus
- Ceuthorrhynchus cynoglossi
- Ceuthorrhynchus dakaensis
- Ceuthorrhynchus dalmatinus
- Ceuthorrhynchus damascenus
- Ceuthorrhynchus debilis
- Ceuthorrhynchus debskii
- Ceuthorrhynchus decipiens
- Ceuthorrhynchus decoratus
- Ceuthorrhynchus decorsei
- Ceuthorrhynchus defensibilis
- Ceuthorrhynchus delahoni
- Ceuthorrhynchus delicatulus
- Ceuthorrhynchus delphinensis
- Ceuthorrhynchus demaisoni
- Ceuthorrhynchus dentatoserratus
- Ceuthorrhynchus denticulatus
- Ceuthorrhynchus deplanatus
- Ceuthorrhynchus derennei
- Ceuthorrhynchus devillei
- Ceuthorrhynchus diecki
- Ceuthorrhynchus dietzi
- Ceuthorrhynchus difficilis
- Ceuthorrhynchus diffusus
- Ceuthorrhynchus dilatatus
- Ceuthorrhynchus dimidiatus
- Ceuthorrhynchus dissentaneus
- Ceuthorrhynchus dissimilis
- Ceuthorrhynchus distans
- Ceuthorrhynchus distinctepubens
- Ceuthorrhynchus distinctus
- Ceuthorrhynchus disturbatus
- Ceuthorrhynchus doctoris
- Ceuthorrhynchus doderoi
- Ceuthorrhynchus drabae
- Ceuthorrhynchus dubitabilis
- Ceuthorrhynchus dubitans
- Ceuthorrhynchus dubius
- Ceuthorrhynchus dumeei
- Ceuthorrhynchus duprezi
- Ceuthorrhynchus duvali
- Ceuthorrhynchus echii
- Ceuthorrhynchus echinatus
- Ceuthorrhynchus edentulus
- Ceuthorrhynchus elegantulus
- Ceuthorrhynchus emeritus
- Ceuthorrhynchus erivanus
- Ceuthorrhynchus erucastri
- Ceuthorrhynchus erysimi
- Ceuthorrhynchus erythropterus
- Ceuthorrhynchus erythropus
- Ceuthorrhynchus erythrorhynchus
- Ceuthorrhynchus escherichi
- Ceuthorrhynchus euphorbiae
- Ceuthorrhynchus fabrilis
- Ceuthorrhynchus faeculentus
- Ceuthorrhynchus fairmairei
- Ceuthorrhynchus falcozi
- Ceuthorrhynchus fallax
- Ceuthorrhynchus farsetiarum
- Ceuthorrhynchus fatidicus
- Ceuthorrhynchus fausti
- Ceuthorrhynchus favarcqi
- Ceuthorrhynchus fennicus
- Ceuthorrhynchus ferrarii
- Ceuthorrhynchus festivus
- Ceuthorrhynchus figuratus
- Ceuthorrhynchus flavicornis
- Ceuthorrhynchus flavitarsis
- Ceuthorrhynchus flavomarginatus
- Ceuthorrhynchus flexirostris
- Ceuthorrhynchus floridanus
- Ceuthorrhynchus formosus
- Ceuthorrhynchus forticornis
- Ceuthorrhynchus foveolatus
- Ceuthorrhynchus frater
- Ceuthorrhynchus frivaldszkyi
- Ceuthorrhynchus fulvipes
- Ceuthorrhynchus fulvitarsis
- Ceuthorrhynchus fulvotertius
- Ceuthorrhynchus funicularis
- Ceuthorrhynchus galiciensis
- Ceuthorrhynchus gallicus
- Ceuthorrhynchus gallorhenanus
- Ceuthorrhynchus geographicus
- Ceuthorrhynchus gerhardti
- Ceuthorrhynchus gethsemaniensis
- Ceuthorrhynchus gibbicollis
- Ceuthorrhynchus gilvicornis
- Ceuthorrhynchus gilvirostris
- Ceuthorrhynchus glabrirostris
- Ceuthorrhynchus glaucinus
- Ceuthorrhynchus glaucus
- Ceuthorrhynchus globicollis
- Ceuthorrhynchus gobanzi
- Ceuthorrhynchus gougeleti
- Ceuthorrhynchus gracilicornis
- Ceuthorrhynchus gracilis
- Ceuthorrhynchus granifer
- Ceuthorrhynchus granipennis
- Ceuthorrhynchus granulicollis
- Ceuthorrhynchus granulithorax
- Ceuthorrhynchus gratiosus
- Ceuthorrhynchus grenieri
- Ceuthorrhynchus griseus
- Ceuthorrhynchus grypus
- Ceuthorrhynchus gyllenhali
- Ceuthorrhynchus haemorhoidalis
- Ceuthorrhynchus haemorrhoidalis
- Ceuthorrhynchus hamiltoni
- Ceuthorrhynchus hampei
- Ceuthorrhynchus handfordi
- Ceuthorrhynchus hannibal
- Ceuthorrhynchus hardouini
- Ceuthorrhynchus harmandi
- Ceuthorrhynchus hearnei
- Ceuthorrhynchus henschi
- Ceuthorrhynchus hepaticus
- Ceuthorrhynchus herbsti
- Ceuthorrhynchus hesperus
- Ceuthorrhynchus hexatomus
- Ceuthorrhynchus hirsutulus
- Ceuthorrhynchus hirticollis
- Ceuthorrhynchus hirtulus
- Ceuthorrhynchus hispidulus
- Ceuthorrhynchus horni
- Ceuthorrhynchus hovanus
- Ceuthorrhynchus humeralis
- Ceuthorrhynchus hungaricus
- Ceuthorrhynchus hustachei
- Ceuthorrhynchus hybridus
- Ceuthorrhynchus ibukianus
- Ceuthorrhynchus iconiensis
- Ceuthorrhynchus ignicollis
- Ceuthorrhynchus ignitus
- Ceuthorrhynchus imbricatus
- Ceuthorrhynchus immaculatus
- Ceuthorrhynchus imperialis
- Ceuthorrhynchus impressicollis
- Ceuthorrhynchus inaequalis
- Ceuthorrhynchus inaffectatus
- Ceuthorrhynchus incertus
- Ceuthorrhynchus incisus
- Ceuthorrhynchus inclemens
- Ceuthorrhynchus indicus
- Ceuthorrhynchus infernalis
- Ceuthorrhynchus inhumeralis
- Ceuthorrhynchus inornatus
- Ceuthorrhynchus insidiator
- Ceuthorrhynchus insidiosus
- Ceuthorrhynchus interjectus
- Ceuthorrhynchus intermedius
- Ceuthorrhynchus interruptus
- Ceuthorrhynchus intersectus
- Ceuthorrhynchus intersetosus
- Ceuthorrhynchus interstinctus
- Ceuthorrhynchus invasor
- Ceuthorrhynchus invisus
- Ceuthorrhynchus irenae
- Ceuthorrhynchus isolatus
- Ceuthorrhynchus italicus
- Ceuthorrhynchus jacqueti
- Ceuthorrhynchus jakovlevi
- Ceuthorrhynchus javeti
- Ceuthorrhynchus judaeus
- Ceuthorrhynchus julianus
- Ceuthorrhynchus kabyliense
- Ceuthorrhynchus karamani
- Ceuthorrhynchus kaufmanni
- Ceuthorrhynchus koenigi
- Ceuthorrhynchus korbi
- Ceuthorrhynchus kotononi
- Ceuthorrhynchus kraatzi
- Ceuthorrhynchus kuthyi
- Ceuthorrhynchus laetus
- Ceuthorrhynchus languidus
- Ceuthorrhynchus laportei
- Ceuthorrhynchus larvatus
- Ceuthorrhynchus latrunculatus
- Ceuthorrhynchus lederi
- Ceuthorrhynchus lepidi
- Ceuthorrhynchus lepidus
- Ceuthorrhynchus leprieuri
- Ceuthorrhynchus lesquerellae
- Ceuthorrhynchus lethierryi
- Ceuthorrhynchus letourneuxi
- Ceuthorrhynchus leucorhamma
- Ceuthorrhynchus levantinus
- Ceuthorrhynchus leveillei
- Ceuthorrhynchus lewisi
- Ceuthorrhynchus libanoticus
- Ceuthorrhynchus libertinus
- Ceuthorrhynchus liliputanus
- Ceuthorrhynchus linealbatus
- Ceuthorrhynchus lineatotessellatus
- Ceuthorrhynchus littoralis
- Ceuthorrhynchus litura
- Ceuthorrhynchus lituratus
- Ceuthorrhynchus lodosi
- Ceuthorrhynchus longipennis
- Ceuthorrhynchus longirostris
- Ceuthorrhynchus longitarsis
- Ceuthorrhynchus lopezi
- Ceuthorrhynchus lukesi
- Ceuthorrhynchus lunariae
- Ceuthorrhynchus luteitarsis
- Ceuthorrhynchus lycoctoni
- Ceuthorrhynchus lycopi
- Ceuthorrhynchus macula-alba
- Ceuthorrhynchus macula-quadra
- Ceuthorrhynchus maculicollis
- Ceuthorrhynchus magnini
- Ceuthorrhynchus major
- Ceuthorrhynchus makkabeus
- Ceuthorrhynchus malachiticus
- Ceuthorrhynchus maracaensis
- Ceuthorrhynchus marginatus
- Ceuthorrhynchus marginellus
- Ceuthorrhynchus maroccanus
- Ceuthorrhynchus marraquensis
- Ceuthorrhynchus maschelli
- Ceuthorrhynchus matthiolae
- Ceuthorrhynchus maurus
- Ceuthorrhynchus medialis
- Ceuthorrhynchus melanarius
- Ceuthorrhynchus melanocyaneus
- Ceuthorrhynchus melanostictus
- Ceuthorrhynchus melanostigma
- Ceuthorrhynchus melitensis
- Ceuthorrhynchus mendax
- Ceuthorrhynchus mendicus
- Ceuthorrhynchus méquignoni
- Ceuthorrhynchus metallescens
- Ceuthorrhynchus metallinus
- Ceuthorrhynchus micans
- Ceuthorrhynchus micros
- Ceuthorrhynchus millefolii
- Ceuthorrhynchus mimulus
- Ceuthorrhynchus mirei
- Ceuthorrhynchus misellus
- Ceuthorrhynchus miser
- Ceuthorrhynchus mixtus
- Ceuthorrhynchus moelleri
- Ceuthorrhynchus moguntiacus
- Ceuthorrhynchus mohri
- Ceuthorrhynchus molitor
- Ceuthorrhynchus monticola
- Ceuthorrhynchus montivagus
- Ceuthorrhynchus morosus
- Ceuthorrhynchus moznettei
- Ceuthorrhynchus munki
- Ceuthorrhynchus murinus
- Ceuthorrhynchus mus
- Ceuthorrhynchus mutabilis
- Ceuthorrhynchus myosotidis
- Ceuthorrhynchus nanus
- Ceuthorrhynchus napi
- Ceuthorrhynchus nebulosomaculatus
- Ceuthorrhynchus nebulosus
- Ceuthorrhynchus neglectus
- Ceuthorrhynchus neutralis
- Ceuthorrhynchus nevadensis
- Ceuthorrhynchus niger
- Ceuthorrhynchus nigricollis
- Ceuthorrhynchus nigripes
- Ceuthorrhynchus nigritarsis
- Ceuthorrhynchus nigritulus
- Ceuthorrhynchus nigroterminatus
- Ceuthorrhynchus nigro-vittatus
- Ceuthorrhynchus nipponensis
- Ceuthorrhynchus nitidipennis
- Ceuthorrhynchus nitidulus
- Ceuthorrhynchus niveosuturalis
- Ceuthorrhynchus niveus
- Ceuthorrhynchus niyazii
- Ceuthorrhynchus nodicollis
- Ceuthorrhynchus nodipennis
- Ceuthorrhynchus normandi
- Ceuthorrhynchus notatulus
- Ceuthorrhynchus notatus
- Ceuthorrhynchus nubeculosus
- Ceuthorrhynchus nubilosus
- Ceuthorrhynchus numidicus
- Ceuthorrhynchus obesulus
- Ceuthorrhynchus obliquus
- Ceuthorrhynchus oblitus
- Ceuthorrhynchus obscurecyaneus
- Ceuthorrhynchus obscuripes
- Ceuthorrhynchus obscurus
- Ceuthorrhynchus obsoletus
- Ceuthorrhynchus obstrictus
- Ceuthorrhynchus obtusicollis
- Ceuthorrhynchus occultus
- Ceuthorrhynchus ochraceotinctus
- Ceuthorrhynchus omissus
- Ceuthorrhynchus opertus
- Ceuthorrhynchus optabilis
- Ceuthorrhynchus optator
- Ceuthorrhynchus orbiculatus
- Ceuthorrhynchus oregonensis
- Ceuthorrhynchus orientalis
- Ceuthorrhynchus ornatus
- Ceuthorrhynchus ovalis
- Ceuthorrhynchus ovipennis
- Ceuthorrhynchus ovulum
- Ceuthorrhynchus paganettii
- Ceuthorrhynchus pallidicornis
- Ceuthorrhynchus pallipes
- Ceuthorrhynchus pandellei
- Ceuthorrhynchus pannonicus
- Ceuthorrhynchus panousei
- Ceuthorrhynchus pantellariana
- Ceuthorrhynchus pardalis
- Ceuthorrhynchus parnassicus
- Ceuthorrhynchus parvulus
- Ceuthorrhynchus paszlavszkyi
- Ceuthorrhynchus pauper
- Ceuthorrhynchus pauxillus
- Ceuthorrhynchus pectoralis
- Ceuthorrhynchus peneckei
- Ceuthorrhynchus penicillus
- Ceuthorrhynchus perasper
- Ceuthorrhynchus peregrinus
- Ceuthorrhynchus perelegans
- Ceuthorrhynchus perrisi
- Ceuthorrhynchus persimilis
- Ceuthorrhynchus perturbatus
- Ceuthorrhynchus perversus
- Ceuthorrhynchus pervestitus
- Ceuthorrhynchus pervicax
- Ceuthorrhynchus peyerimhoffi
- Ceuthorrhynchus phytobioides
- Ceuthorrhynchus piceolatus
- Ceuthorrhynchus picipennis
- Ceuthorrhynchus picitarsis
- Ceuthorrhynchus pictus
- Ceuthorrhynchus pilosellus
- Ceuthorrhynchus piriformis
- Ceuthorrhynchus pistor
- Ceuthorrhynchus planeti
- Ceuthorrhynchus planicollis
- Ceuthorrhynchus planidorsum
- Ceuthorrhynchus plastus
- Ceuthorrhynchus pleurostigma
- Ceuthorrhynchus plumbellus
- Ceuthorrhynchus plumbeus
- Ceuthorrhynchus pollicarius
- Ceuthorrhynchus polliger
- Ceuthorrhynchus pollinarius
- Ceuthorrhynchus pollinosus
- Ceuthorrhynchus polystriatus
- Ceuthorrhynchus poncyi
- Ceuthorrhynchus ponticus
- Ceuthorrhynchus porcellus
- Ceuthorrhynchus portulaceae
- Ceuthorrhynchus posthumus
- Ceuthorrhynchus poweri
- Ceuthorrhynchus praeclarus
- Ceuthorrhynchus praeustus
- Ceuthorrhynchus pratensis
- Ceuthorrhynchus procerulus
- Ceuthorrhynchus profanus
- Ceuthorrhynchus protentus
- Ceuthorrhynchus puberulus
- Ceuthorrhynchus pubicollis
- Ceuthorrhynchus pueli
- Ceuthorrhynchus puerulus
- Ceuthorrhynchus pulchellus
- Ceuthorrhynchus pulvinatus
- Ceuthorrhynchus puncticollis
- Ceuthorrhynchus punctiger
- Ceuthorrhynchus punicus
- Ceuthorrhynchus pusillus
- Ceuthorrhynchus pusio
- Ceuthorrhynchus pygmaeus
- Ceuthorrhynchus pyrenaeus
- Ceuthorrhynchus quadrangularis
- Ceuthorrhynchus quadridens
- Ceuthorrhynchus quadrimaculatus
- Ceuthorrhynchus quadripunctatus
- Ceuthorrhynchus querceti
- Ceuthorrhynchus quercicola
- Ceuthorrhynchus quinquemaculatus
- Ceuthorrhynchus radula
- Ceuthorrhynchus ragusae
- Ceuthorrhynchus rapae
- Ceuthorrhynchus raphaelensis
- Ceuthorrhynchus raphani
- Ceuthorrhynchus reitteri
- Ceuthorrhynchus resedae
- Ceuthorrhynchus resplendens
- Ceuthorrhynchus rhenanus
- Ceuthorrhynchus rhussii
- Ceuthorrhynchus rinderae
- Ceuthorrhynchus rinicae
- Ceuthorrhynchus roberti
- Ceuthorrhynchus rollini
- Ceuthorrhynchus rotundatus
- Ceuthorrhynchus rubescens
- Ceuthorrhynchus rubidus
- Ceuthorrhynchus rubiginosus
- Ceuthorrhynchus rubripes
- Ceuthorrhynchus rubsaameni
- Ceuthorrhynchus rudis
- Ceuthorrhynchus rudissimus
- Ceuthorrhynchus ruficornis
- Ceuthorrhynchus ruficrus
- Ceuthorrhynchus rufimanus
- Ceuthorrhynchus rufipes
- Ceuthorrhynchus rufitarsis
- Ceuthorrhynchus rugicollis
- Ceuthorrhynchus rugulosus
- Ceuthorrhynchus rusticus
- Ceuthorrhynchus sahlbergi
- Ceuthorrhynchus sainteclairei
- Ceuthorrhynchus sainte-clairei
- Ceuthorrhynchus sardeanensis
- Ceuthorrhynchus sareptanus
- Ceuthorrhynchus sartus
- Ceuthorrhynchus scabrirostris
- Ceuthorrhynchus scapularis
- Ceuthorrhynchus schimperi
- Ceuthorrhynchus schneideri
- Ceuthorrhynchus schonherri
- Ceuthorrhynchus schultzeanus
- Ceuthorrhynchus schusteri
- Ceuthorrhynchus scobinatus
- Ceuthorrhynchus scolopax
- Ceuthorrhynchus scrobicollis
- Ceuthorrhynchus scutellaris
- Ceuthorrhynchus sebouensis
- Ceuthorrhynchus sellatus
- Ceuthorrhynchus semirufus
- Ceuthorrhynchus seniculus
- Ceuthorrhynchus senilis
- Ceuthorrhynchus septentrionalis
- Ceuthorrhynchus sequensi
- Ceuthorrhynchus seriatus
- Ceuthorrhynchus sericans
- Ceuthorrhynchus sericellus
- Ceuthorrhynchus seriesetosus
- Ceuthorrhynchus setifer
- Ceuthorrhynchus setosus
- Ceuthorrhynchus sexnotatus
- Ceuthorrhynchus sextuberculata
- Ceuthorrhynchus sibiricus
- Ceuthorrhynchus siculus
- Ceuthorrhynchus sieversi
- Ceuthorrhynchus signatellus
- Ceuthorrhynchus signatus
- Ceuthorrhynchus sii
- Ceuthorrhynchus similis
- Ceuthorrhynchus simillimus
- Ceuthorrhynchus simplex
- Ceuthorrhynchus sinapis
- Ceuthorrhynchus smaragdinus
- Ceuthorrhynchus smirnoffi
- Ceuthorrhynchus smyrnensis
- Ceuthorrhynchus solitarius
- Ceuthorrhynchus sophiae
- Ceuthorrhynchus sordidus
- Ceuthorrhynchus soricinus
- Ceuthorrhynchus sparsutus
- Ceuthorrhynchus spectator
- Ceuthorrhynchus spinicrus
- Ceuthorrhynchus splichali
- Ceuthorrhynchus squamatus
- Ceuthorrhynchus squamifer
- Ceuthorrhynchus squamiger
- Ceuthorrhynchus squamulosus
- Ceuthorrhynchus stachydis
- Ceuthorrhynchus stenbergi
- Ceuthorrhynchus steveni
- Ceuthorrhynchus stigmatica
- Ceuthorrhynchus stredae
- Ceuthorrhynchus striatellus
- Ceuthorrhynchus striatodenticulatus
- Ceuthorrhynchus subcostulatus
- Ceuthorrhynchus subfasciatus
- Ceuthorrhynchus sublineellus
- Ceuthorrhynchus submuricatus
- Ceuthorrhynchus subniger
- Ceuthorrhynchus subobscuricolor
- Ceuthorrhynchus subpilosus
- Ceuthorrhynchus subpubescens
- Ceuthorrhynchus subrufus
- Ceuthorrhynchus substellaris
- Ceuthorrhynchus subsultans
- Ceuthorrhynchus subtilirostris
- Ceuthorrhynchus subulatus
- Ceuthorrhynchus sulcatus
- Ceuthorrhynchus sulcicollis
- Ceuthorrhynchus sulcipennis
- Ceuthorrhynchus sulcithorax
- Ceuthorrhynchus sulphureus
- Ceuthorrhynchus suspectus
- Ceuthorrhynchus sutura-alba
- Ceuthorrhynchus suturalis
- Ceuthorrhynchus suturellus
- Ceuthorrhynchus svaneticus
- Ceuthorrhynchus symphyti
- Ceuthorrhynchus syriacus
- Ceuthorrhynchus syrites
- Ceuthorrhynchus syritmes
- Ceuthorrhynchus t-album
- Ceuthorrhynchus tangerianus
- Ceuthorrhynchus tarsalis
- Ceuthorrhynchus tarsatus
- Ceuthorrhynchus tataricus
- Ceuthorrhynchus tau
- Ceuthorrhynchus tectus
- Ceuthorrhynchus temperei
- Ceuthorrhynchus tenietensis
- Ceuthorrhynchus tenuirostris
- Ceuthorrhynchus terminatus
- Ceuthorrhynchus tescorum
- Ceuthorrhynchus tessellatus
- Ceuthorrhynchus testaceipes
- Ceuthorrhynchus testatus
- Ceuthorrhynchus testudinella
- Ceuthorrhynchus theresae
- Ceuthorrhynchus theryi
- Ceuthorrhynchus thlaspiphilus
- Ceuthorrhynchus thlaspis
- Ceuthorrhynchus thomsoni
- Ceuthorrhynchus tibialis
- Ceuthorrhynchus tibiellus
- Ceuthorrhynchus timidus
- Ceuthorrhynchus tolerans
- Ceuthorrhynchus tomentosus
- Ceuthorrhynchus transcaspicus
- Ceuthorrhynchus transsylvanicus
- Ceuthorrhynchus transversus
- Ceuthorrhynchus triangulum
- Ceuthorrhynchus trimaculatus
- Ceuthorrhynchus trisignatus
- Ceuthorrhynchus trivialis
- Ceuthorrhynchus truquii
- Ceuthorrhynchus tubulatus
- Ceuthorrhynchus turbatus
- Ceuthorrhynchus turcmenicus
- Ceuthorrhynchus tyli
- Ceuthorrhynchus uliginosus
- Ceuthorrhynchus umbrinus
- Ceuthorrhynchus undulatus
- Ceuthorrhynchus unguicularis
- Ceuthorrhynchus uniformis
- Ceuthorrhynchus uniguttatus
- Ceuthorrhynchus unionis
- Ceuthorrhynchus urticae
- Ceuthorrhynchus waltheri
- Ceuthorrhynchus waltoni
- Ceuthorrhynchus variegatus
- Ceuthorrhynchus varius
- Ceuthorrhynchus vaulogeri
- Ceuthorrhynchus weisei
- Ceuthorrhynchus venedicus
- Ceuthorrhynchus venustus
- Ceuthorrhynchus verrucatus
- Ceuthorrhynchus versicolor
- Ceuthorrhynchus vestitus
- Ceuthorrhynchus viator
- Ceuthorrhynchus vicinus
- Ceuthorrhynchus viduatus
- Ceuthorrhynchus vilis
- Ceuthorrhynchus villosipes
- Ceuthorrhynchus virgatus
- Ceuthorrhynchus viridanus
- Ceuthorrhynchus viridicollis
- Ceuthorrhynchus viridipennis
- Ceuthorrhynchus vocifer
- Ceuthorrhynchus volgensis
- Ceuthorrhynchus zimmermanni
- Ceuthorrhynchus zurlo